# Rosl Mayr
Rosl Mayr (* 30. Dezember 1896 in Regensburg als Rosa Anna Mayr; † 26. Juni 1981 in Haar bei München) war eine deutsche Volksschauspielerin.

## Leben
Die gebürtige Rosa „Rosl“ Mayr erhielt zwischen 1914 und 1917 eine Gesangsausbildung zur Sopranistin an der Münchner Akademie der Tonkunst. 1917 trat sie an Münchens Volkstheater ihr erstes Engagement an, dessen Ensemble sie von 1919 bis 1932 ständig angehörte. Im November 1932 wechselte Rosl Mayr an die Bayerische Landesbühne. Meist wurde sie als Operettensängerin eingesetzt, später auch als Schauspielerin/Komödiantin in Volksstücken. 1945 kam sie an das Münchner Volkstheater, zeitweise arbeitete sie hauptsächlich als Souffleuse an den Münchner Kammerspielen.

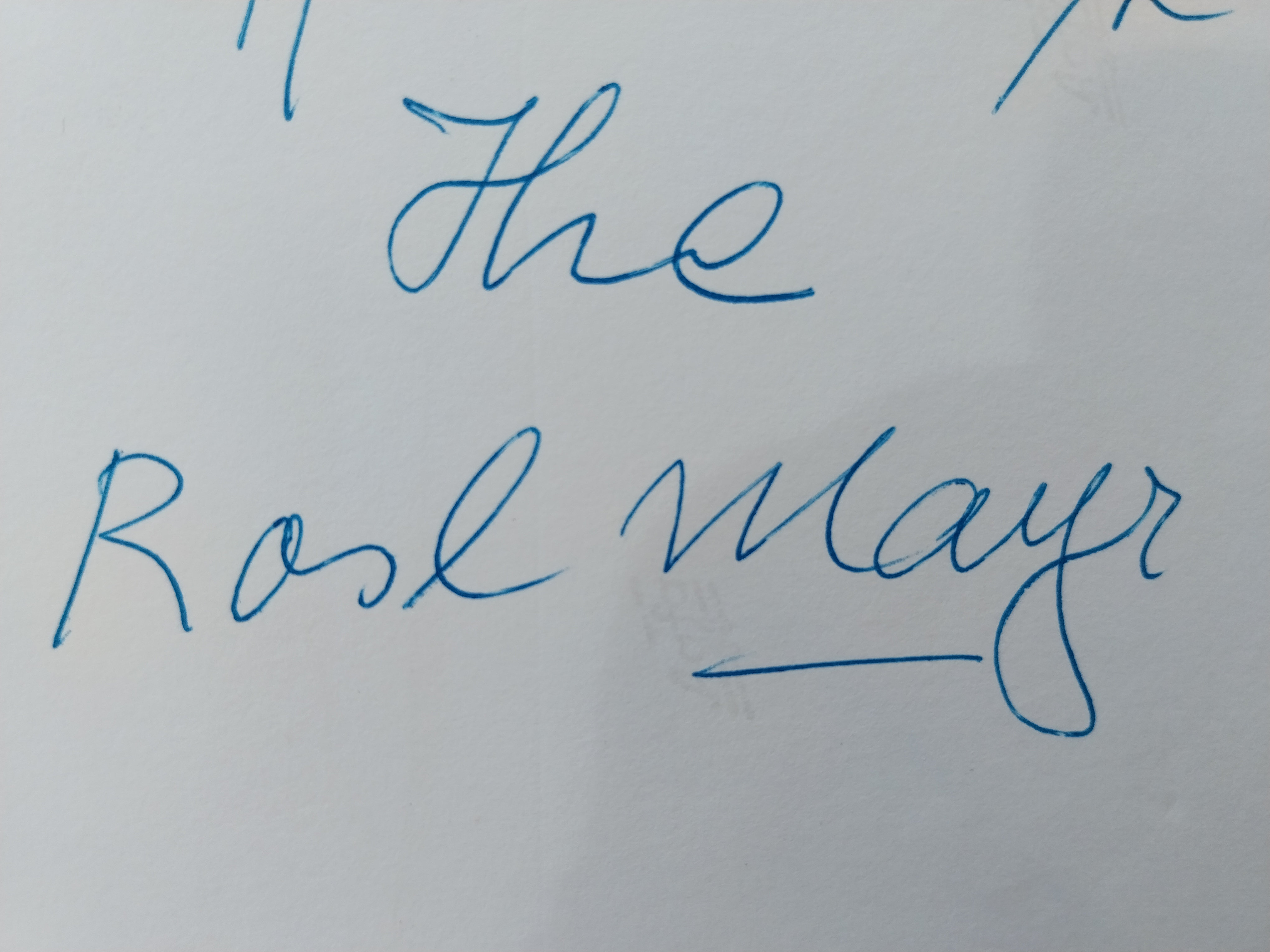
Autogramm

Mayr war eine begabte Charakterdarstellerin und seit den 1950er-Jahren in mehreren Kinofilmen zu sehen, unter anderem neben Heinz Rühmann in Der Pauker (1958). Sie wirkte außerdem in bekannten Fernsehserien wie Funkstreife Isar 12 mit Wilmut Borell und Karl Tischlinger, Der Alte, Der Kommissar, Münchner Geschichten und als Gattin des Totengräbers in Königlich Bayerisches Amtsgericht mit. Ferner war sie in zahlreichen Episoden der beliebten Sendereihe s'Fensterl zum Hof mit Elfie Pertramer zu sehen.
In den 1970er-Jahren verlegte sie sich fast ausschließlich auf Nebenrollen als grantelnde, schrullige Alte in Sex-Streifen, darunter alleine sechs Folgen des Schulmädchen-Reports. Große Bekanntheit erreichte sie mit der Rolle der lästigen Frau Gmeinwieser in der Unterhaltungsserie Polizeiinspektion 1. In vier Pornofilmen übernahm sie eine Nebenrolle.
Rosl Mayr, in Schwabinger Künstlerkreisen als Parodistin geschätzt, trat zuletzt auch vermehrt an den Münchner Kammerspielen auf, zum Beispiel als groteske Fee in Shakespeares Ein Sommernachtstraum. Sie starb während der Dreharbeiten zur ersten Staffel von Meister Eder und sein Pumuckl. Die Synchronisation ihrer Figur wurde daraufhin von Anton Feichtner vollendet, der ihre krächzende Stimme gut imitieren konnte. In den Jahren 2005 und 2006 wurde in der Hörspielreihe Kleine Fische eine Figur auf den Duktus von Rosl Mayr ausgelegt.
Rosl Mayr starb mit 84 Jahren im Klinikum Haar, in welches sie wenige Tage zuvor eingeliefert wurde. Ihre letzte Ruhestätte befindet sich auf dem Münchner Ostfriedhof (Grabnummer 102-7-19). Ihr Grab wurde im September 2023 restauriert.

## Filmografie
- 1949: Die Drei Dorfheiligen
- 1952: Die schöne Tölzerin
- 1952: Der Herrgottschnitzer von Ammergau
- 1954: Schloß Hubertus
- 1956: Der Jäger von Fall
- 1958: Der Pauker
- 1959: Kasimir und Karoline
- 1960: Der Gauner und der liebe Gott
- 1964: Lausbubengeschichten
- 1964: Dr. med. Hiob Prätorius
- 1965: Tante Frieda – Neue Lausbubengeschichten
- 1965: Die fromme Helene
- 1965: … und sowas muß um 8 ins Bett
- 1969: Detektive
- 1969: Madame und ihre Nichte
- 1970: Der Hunderter im Westentaschl
- 1970: Das Glöcklein unterm Himmelbett
- 1970: Ich schlafe mit meinem Mörder
- 1970: Wir hau’n die Pauker in die Pfanne
- 1971: Erotik im Beruf – Was jeder Personalchef gern verschweigt
- 1971: Der neue heiße Report: Was Männer nicht für möglich halten
- 1971: Der neue Schulmädchen-Report. 2. Teil: Was Eltern den Schlaf raubt
- 1971: Paragraph 218 – Wir haben abgetrieben, Herr Staatsanwalt
- 1971: Hausfrauen-Report
- 1971: Schüler-Report
- 1972: Hausfrauen-Report 3. Teil
- 1972: Die dressierte Frau
- 1972: Die Radweltmeister
- 1972: Mädchen, die nach München kommen
- 1972: Massagesalon der jungen Mädchen
- 1972: Schulmädchen-Report. 4. Teil: Was Eltern oft verzweifeln läßt
- 1972: Krankenschwestern-Report
- 1973: Liebe in drei Dimensionen
- 1973: Frühreifen-Report
- 1973: Schulmädchen-Report. 5. Teil: Was Eltern wirklich wissen sollten
- 1973: Schlüsselloch-Report
- 1973: Matratzen-Tango
- 1973: Hausfrauen-Report 5. Teil
- 1974: Charlys Nichten
- 1974: Jodeln is ka Sünd
- 1974: Beim Jodeln juckt die Lederhose
- 1974: Wenn die prallen Möpse hüpfen
- 1974: Zwei himmlische Dickschädel
- 1974: Hey Marie, ich brauch mehr Schlaf, auf ins blaukarierte Himmelbett
- 1975: Mei Hos’ ist in Heidelberg geblieben
- 1975: Mein Onkel Theodor oder Wie man im Schlaf viel Geld verdient
- 1976: 2 Geile Hirsche auf der Flucht
- 1976: Der Schulmädchenporno
- 1977: Liebesgrüße aus der Lederhose 3. Teil
- 1977: Drei Schwedinnen in Oberbayern
- 1977: Die Jugendstreiche des Knaben Karl
- 1977: Lass knacken Willy
- 1978: Liebesgrüße aus der Lederhose 4:  Die versaute Hochzeitsnacht
- 1978: Hurra, die Schwedinnen sind da
- 1978: Popcorn und Himbeereis
- 1978: Liebesgrüße aus der Lederhose 5: Die Bruchpiloten vom Königssee
- 1979: Graf Dracula (beisst jetzt) in Oberbayern
- 1979: Lucky Star
- 1979: Zum Gasthof der spritzigen Mädchen
- 1980: Schulmädchen-Report 13. Teil: Vergiß beim Sex die Liebe nicht
- 1980: Der Kurpfuscher und seine fixen Töchter
- 1980: Zärtlich aber frech wie Oskar
- 1980: Drei Lederhosen in St. Tropez
- 1981: Heute spielen wir den Boß – Wo geht’s denn hier zum Film?

## Fernsehen – Episodenrollen (Auswahl)
- 1960: Sie schreiben mit
- 1961: Funkstreife Isar 12 – Der Fall Jakob
- 1961: Funkstreife Isar 12 – Die guten Nachbarn
- 1962: Funkstreife Isar 12 – Der falsche Mantel
- 1963: Funkstreife Isar 12 – Der Brötchendieb
- 1963: Funkstreife Isar 12 – Achtung, Kinderfreund!
- 1964: Der Nachtkurier meldet – Polizisten sind auch Menschen
- 1964:  Gewagtes Spiel – Alles um eine Kuh
- 1965: Das Kriminalmuseum – Der Ring
- 1965: Vorsicht Falle!
- 1965: Der Sündenbock
- 1966: Die seltsamen Methoden des Franz Josef Wanninger – Das Wunder
- 1966: Sie schreiben mit – Der dumme August
- 1967: Das Kriminalmuseum – Die Telefonnummer
- 1969: Königlich Bayerisches Amtsgericht – Der Atheist
- 1969: Königlich Bayerisches Amtsgericht – Der Leichenbitter
- 1970: Die seltsamen Methoden des Franz Josef Wanninger – Liebe macht blind
- 1971: Königlich Bayerisches Amtsgericht – Der Hochzeitslader
- 1971: Königlich Bayerisches Amtsgericht – Der Viehdiebstahl
- 1971: Merkwürdige Geschichten – Ein Wink des Schicksals
- 1972: Der Kommissar – Ein Amoklauf
- 1972: Karl Valentins Lachparade
- 1972: Mein Bruder, der Herr Dr. Berger – Altenpflege
- 1972: Privatdetektiv Frank Kross – Erbin gesucht
- 1972: Tanz auf dem Regenbogen
- 1972: Tatort – Münchner Kindl
- 1972: Der Komödienstadl – Mattheis brichts Eis
- 1974: Der Kommissar – Schwierigkeiten eines Außenseiters
- 1974: Münchner Geschichten – Das Brettl
- 1975: Aktenzeichen XY … ungelöst
- 1975: Bitte keine Polizei – Ein Neger mit Gazelle
- 1975: Derrick – Ein Koffer aus Salzburg
- 1976: Zwickelbach & Co. – Der Maßkrug Lenins
- 1977: Geheimtip für Tommy
- 1977–1981: Polizeiinspektion 1 – insgesamt 18 Episoden
- 1977: Tatort – Schüsse in der Schonzeit
- 1980: Der Alte – Der Irrtum
- 1981: ... und die Tuba bläst der Huber – Die Zwergschule
- 1981: Meister Eder und sein Pumuckl – Der rätselhafte Hund
- 1981: Meister Eder und sein Pumuckl – Pumuckl auf heißer Spur
- 1981: Meister Eder und sein Pumuckl – Der erste April

## Theater
- 1917: Münchner Volkstheater[4]
- 1919–1932: Münchner Volkstheater
- 1945: Münchner Volkstheater
- 1950: Münchner Kammerspiele (Der starke Stamm mit Therese Giehse, Ruth Drexel u. a.)
- 1950: Münchner Volkstheater (in den 60er/70er Jahren wieder oder noch immer)
- 1967: Freie Volksbühne Berlin (Geschichten aus dem Wiener Wald, 7. und 8. Mai, Gastspiel, Münchner Kammerspiele)
- 1980: Münchner Kammerspiele (Ein Mitsommernachtstraum)